# Attilio Galassini
Attilio Galassini (Anzio, 22 maggio 1933 – Marghera, maggio 2002) è stato un calciatore italiano, di ruolo centrocampista.

## Caratteristiche tecniche
Era un'ala, con le caratteristiche tipiche dei calciatori di quel ruolo della sua epoca:  estro, fantasia, generosità, dribbling e buona tecnica individuale.

## Carriera
Cresciuto calcisticamente nelle giovanili della Lazio, dopo tre stagioni nei dilettanti col Rieti nel 1954 passa alla Roma, ma inon riesce ad esordire in prima squadra.
Nel 1955 passa quindi al Verona, militante in Serie B. Con gli scaligeri disputa tre stagioni, le prime due fra i cadetti (48 presenze e 8 reti), e la terza, dopo aver contribuito al successo nel campionato di Serie B 1956-1957, in massima serie, dove in 11 incontri disputati realizza due reti (in occasione della sconfitte con Atalanta e SPAL).
Nel 1959, dopo una breve parentesi in prestito al Mantova in Serie C lascia il campionato italiano per militare per tre stagioni fra Canada e Stati Uniti.
Nel 1972 ha una breve esperienza in Canada con il Toronto Italia, squadra della NSL, con cui vince il campionato 1960.
L'anno seguente passa ai Toronto Roma, con cui vince la stagione regolare della National Soccer League 1961.
Terminata l'esperienza con i Toronto Roma passa agli statunitensi dell'Ukrainian Nationals, con cui vince l'American Soccer League 1961.
L'anno dopo passa all'Inter-Brooklyn Italians, sempre nell'American Soccer League.
Nel 1962 torna al Toronto Roma, passati nella Eastern Canada Professional Soccer League, con cui vince il campionato 1962 dopo i play-off.
Nel 1962 torna in Italia per indossare la maglia del Chieti in Serie C.
Nella stagione 1963-64 veste ancora la maglia amaranto-celeste del Rieti con cui vince il campionato di Promozione Laziale, contribuendo alla vittoria dello spareggio di ritorno contro il Formia

## Palmarès

### Club

#### Competizioni nazionali
- Serie B: 1

Verona: 1956-1957
- Serie C: 1

Mantova: 1958-1959
- Canadian National Soccer League: 1

Toronto Italia: 1960
- American Soccer League: 1

Ukrainian Nationals: 1961
- Eastern Canada Professional Soccer League: 1

Toronto Italia:1962